# Jeep Thrills
Jeep Thrills es un videojuego para las consolas PlayStation 2 y Wii. Fue desarrollado por el estudio británico Game Sauce y publicado por DSI Games. Puede ser jugado por 1 o 2 jugadores.

## Jugabilidad
Los jugadores competirán como cualquiera de los 18 modelos Jeep históricos y modernos diferentes. Pueden desbloquear 36 pistas diferentes. Muchas pistas tienen diferentes pasajes secretos (como túneles), y las pistas abarcan una amplia variedad de terrenos, que van desde entornos orientados a Tundra, Jungla y Montaña.

## Vehículos
La selección de vehículos del juego consiste en su totalidad en modelos Jeep pasados y presentes, incluidos varios vehículos conceptuales.
- Jeep CJ-8
- Jeep Comanche
- Jeep Commander
- Jeep Compass
- Jeep Forward Control
- Jeep Gladiator
- Jeep Grand Cherokee
- Jeep Hurricane
- Jeep J-10 Honcho
- Jeep Liberty
- Jeep Patriot
- Jeep Renegade II
- Jeep Rescue
- Jeep Treo
- Jeep Wagoneer XJ
- Jeep Wrangler
- Willys Jeep Truck
- Willys MB

## Recepción
Jeep Thrills recibió críticas mixtas o promedio en ambas plataformas en las que se lanzó según el agregador de reseñas Metacritic.